# Michael Murphy (Schauspieler)

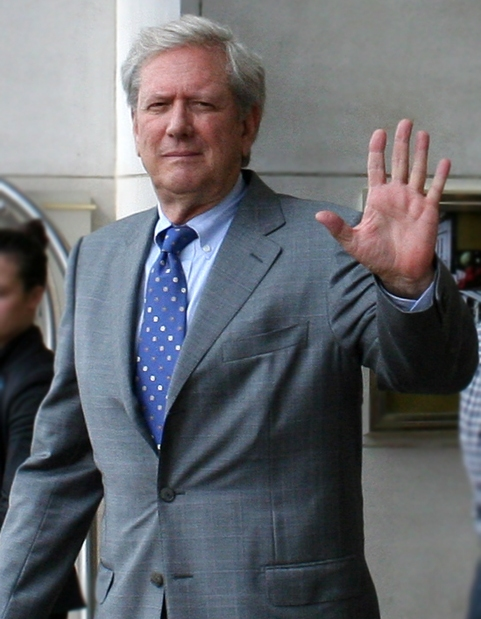
Michael Murphy (2006)

Michael Murphy (* 5. Mai 1938 in Los Angeles) ist ein US-amerikanischer Schauspieler.

## Leben und Leistungen
Michael Murphys Vater, Bearl Branton Murphy, war ein Verkäufer. Seine Mutter Georgia Arlyn Murphy war eine Lehrerin. Michael Murphy diente beim United States Marine Corps, dann studierte er an der University of Arizona und an der University of California. In den Jahren 1962 bis 1964 arbeitete er in Los Angeles als Englischlehrer.
Murphy debütierte im Jahr 1963 in der Fernsehserie Combat! In der Musikkomödie Zoff für Zwei (1967) spielte er an der Seite von Elvis Presley. In der Fantasykomödie Nur Fliegen ist schöner (1970) spielte er neben Sally Kellerman eine der größeren Rollen.
In der Komödie Manhattan (1979) spielte er die Rolle von Yale, einem Freund von Isaac Davis (Woody Allen). Im Kriegsdrama Salvador (1986) von Oliver Stone spielte er den ohnmächtigen Botschafter Thomas Kelly. Für seine zwei Auftritte in der Fernsehserie This Is Wonderland gewann er in den Jahren 2004 und 2005 den Gemini Award.
Murphy war von 1988 bis zur Scheidung 2009 mit Wendy Crewson verheiratet, sie haben zwei Kinder.

## Filmografie (Auswahl)
- 1964: Nightmare in Chicago (Fernsehfilm)
- 1967: Zoff für Zwei (Double Trouble)
- 1967: Countdown: Start zum Mond (Countdown)
- 1968: Große Lüge Lylah Clare (The Legend of Lylah Clare)
- 1969: That Cold Day in the Park
- 1969: Das Arrangement (The Arrangement)
- 1970: Junges Blut für Dracula (Count Yorga, Vampire)
- 1970: MASH
- 1970: Nur Fliegen ist schöner (Brewster McCloud)
- 1971: McCabe & Mrs. Miller
- 1972: Is’ was, Doc? (What’s Up, Doc?)
- 1974: Phase IV
- 1975: Nashville
- 1976: Der Strohmann (The Front)
- 1978: Eine entheiratete Frau (An Unmarried Woman)
- 1979: Manhattan
- 1982: Ein Jahr in der Hölle (The Year of Living Dangerously)
- 1986: Salvador
- 1989: Shocker
- 1992: Batmans Rückkehr (Batman Returns)
- 1994: Blackout – Ein Detektiv sucht sich selbst (Clean Slate)
- 1996: Kansas City
- 1997: Private Parts
- 1999: Magnolia
- 2001: Tart – Jet Set Kids (Tart)
- 2001: The Day Reagan Was Shot
- 2002: Live aus Bagdad (Live from Baghdad)
- 2004: Silver City
- 2005: Mayday – Katastrophenflug 52 (Mayday)
- 2006: X-Men: Der letzte Widerstand (X-Men: The Last Stand)
- 2006: The Path to 9/11 – Wege des Terrors (The Path to 9/11)
- 2006: An ihrer Seite (Away From Her)
- 2009: Greta (According to Greta)
- 2010: The Bridge (Fernsehserie, 13 Episoden)
- 2013: White House Down
- 2015: Rogue (Fernsehserie, 10 Episoden)
- 2017: Indian Horse